# تويد هيدز
تويد هيدز هي بلدة، في أستراليا، تقع في نيوساوث ويلز، بلغ عدد سكانها 7,525 نسمة وذلك حسب إحصائيات سنة 2011، رمزها البريدي هو 2485.

## أعلام
- سامانثا هاريس
- جوستين هنت
- جاك فيرغسون
- تريفور إيفانز
- ريجنالد أوبراين
- كارل موجيريدجي
- رون هويل
- كريس لوكاس